# Le Sabre pourfendeur d'hommes et de chevaux
Pour plus de détails, voir Fiche technique et Distribution.
Le Sabre pourfendeur d'hommes et de chevaux (斬人斬馬剣, Zanjin zanbaken) est un film japonais réalisé par Daisuke Itō, sorti en 1929. Il s'agit d'un film muet dans le genre du jidai-geki. Longtemps considéré comme perdu, une copie partielle correspondant à un peu plus de 20% de la version originale a été redécouverte en 2002, ce qui a permis au film d'être restauré. Il est d'ailleurs la première restauration numérique de film du National Film Center.

## Synopsis
L'histoire se déroule dans un petit domaine, appelé han, de la région du Chūgoku, avant la restauration de Meiji. Elle montre un rōnin tenant tête au gouvernement local pour défendre les paysans opprimés par celui-ci.

## Fiche technique
- Titre original : 斬人斬馬剣 (Zanjin zanbaken?)
- Titre français : Le Sabre pourfendeur d'hommes et de chevaux[2]
- Titre français alternatif : L'Épée assassine[3]
- Titre anglais : Slashing Sword (aussi connu sous le nom de Man-Slashing Horse-Piercing Sword)
- Réalisateur : Daisuke Itō
- Scénario : Daisuke Itō
- Photographie : Hiromitsu Karasawa (ja)
- Société de production : Shōchiku (studios de Kyoto)
- Pays d'origine :  Empire du Japon
- Format : noir et blanc - 1,37:1 - 35 mm - muet
- Genres : jidai-geki ; keiko eiga ; drame
- Durée :
  - Métrage de la version originelle : dix bobines - 2 502 m[4]
  - Version restaurée : 26 minutes (18 images par seconde) - métrage : 539 m[5],[6]
- Date de sortie :
  - Empire du Japon : 20 septembre 1929[4] (au cinéma Teikokukan, Asakusa, Tokyo)

## Distribution

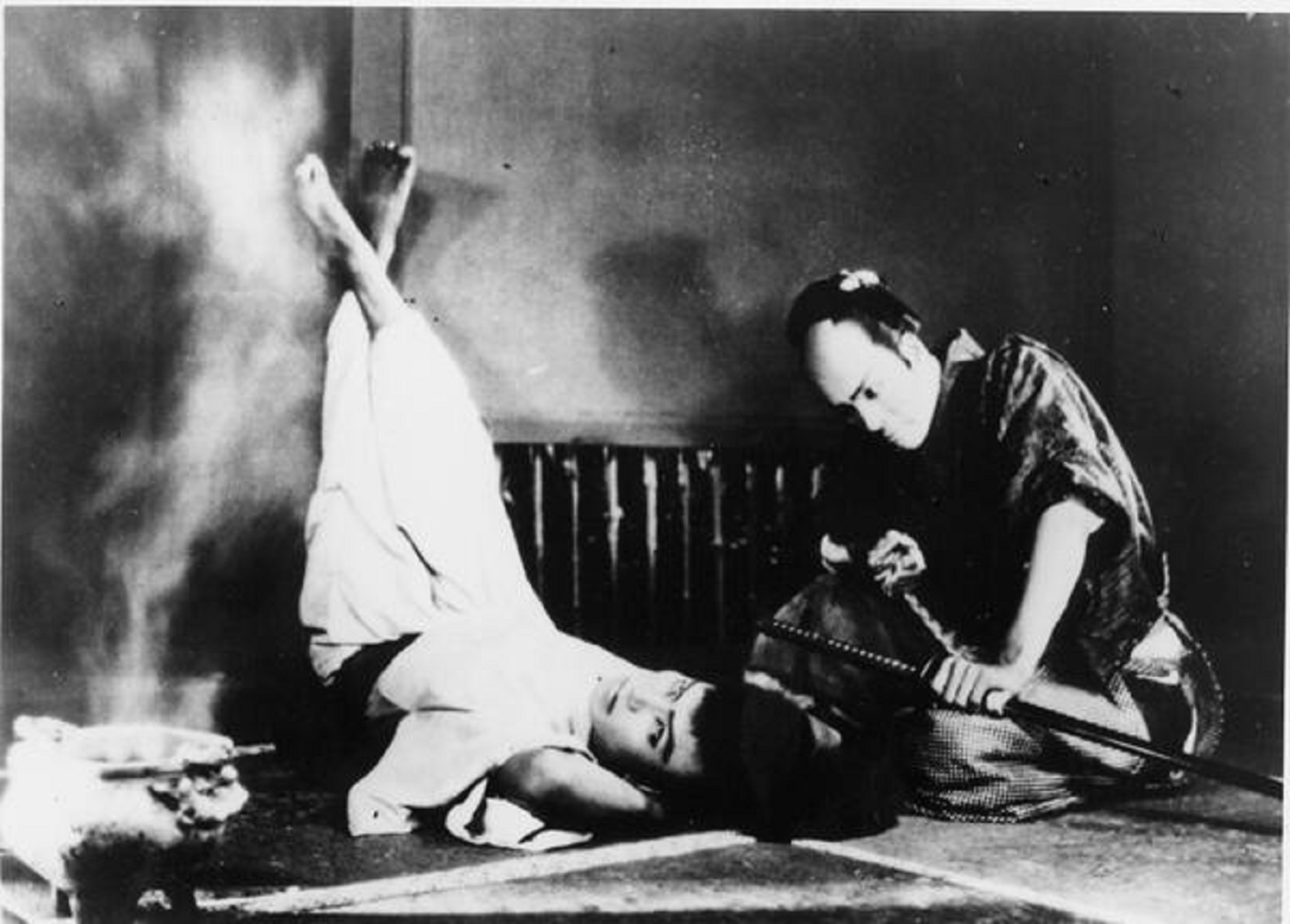
Scène du film avec Ryūnosuke Tsukigata et Jin'ichi Amano.

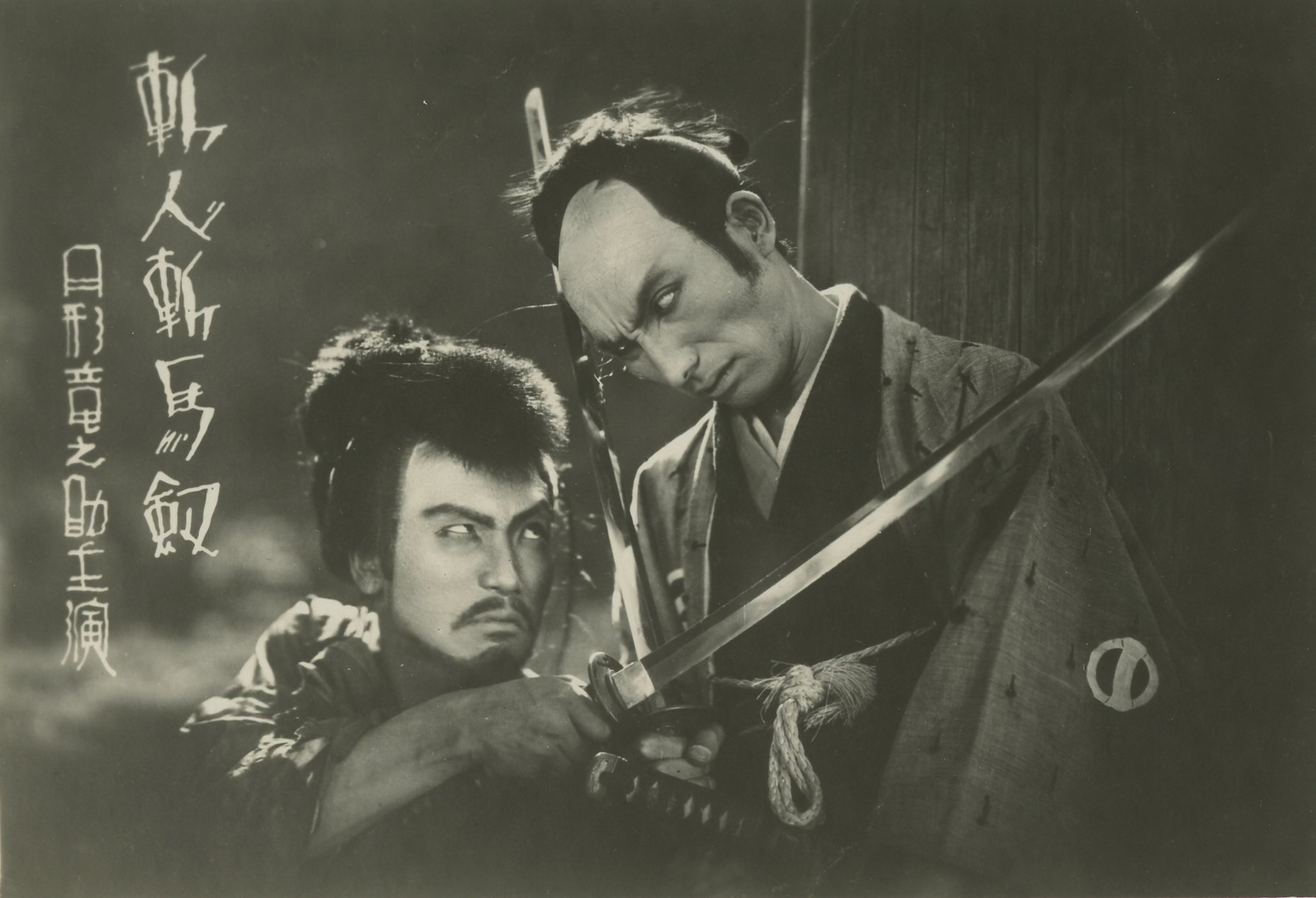
Scène du film avec Ryūnosuke Tsukigata (à gauche).

- Ryūnosuke Tsukigata : Raizaburō Totoki
- Hiroshi Kaneko (ja) :  Nagasone
- Jin'ichi Amano : Sagenta (le petit frère)
- Kōin Ichikawa : Testuzen (le grand prêtre)
- Haruo Inoue : Tomoryō (le châtelain)
- Tarō Ikuta : Matsuwaka Maru (l'héritier)
- Yaeko Hitotsubashi : Tatekawa Maru (l'enfant illégitime)
- Miharu Itō : Sugi-no-kata (la favorite)
- Misao Seki (ja) : Ōsuga (le chambellan)
- Kanji Ishii (ja) : Tanomo (le fils du chambellan)
- Dennosuke Ichikawa : Yamamuro (un magistrat)
- Shimao Hyakusaki : Kawachi (un magistrat)
- Haruo Okasaki (ja) : Bunsaku
- Ryutarō Nakane : Gosaku

## Production
Le film a été tourné dans le studio de Kyoto de la Shōchiku. C'est une production d'importance, dont le coût est trente fois plus élevé qu'un budget habituel. L'acteur principal Ryūnosuke Tsukigata a dû fermer la même année sa propre société de production, Tsukigata Productions (ツキガタプロ), et c'est son premier film avec la Shōchiku. Le réalisateur Daisuke Itō, alors sous contrat avec les studios de la Nikkatsu, réalise ce film pour le studio de Kyoto de la Shōchiku en écrivant un scénario original. Le réalisateur, qui vient de mettre fin à sa collaboration avec Denjirō Ōkōchi, trouve avec Ryūnosuke Tsukigata un acteur qui apporte une présence plus lumineuse en comparaison au jeu très sombre d'Ōkōchi.
Le film sort l'année même de sa production, le 20 septembre 1929, dans un cinéma géré par la Shōchiku, le Teikokukan d'Asakusa.

## Accueil
Ce film est considéré comme l'un des plus importants du courant keikō-eiga (傾向映画, film à thèse ou film à tendance), à la mode à cette époque et influencé par les idées politiques de gauche. Le film utilise largement des techniques cinématographiques modernes comme le montage expressif ou les mouvements de caméra. Ces nouvelles techniques d'expression pour l'époque créent un engouement autour du film, ce qui lui valut d'être classé 6e dans le classement des dix meilleurs films de l'année de Kinema Junpō.
Selon Clément Rauger, « c'est avec ce film que les opinions d'Itō apparaissent plus ostensiblement et le sentiment d'agitation qui s'élevait dans la société des années 1920 est à chaque plan palpable ». Daisuke Itō « transcende le genre, non seulement par sa technique, mais également par l'usage répété de l'ironie et de la satire. Lorsque le héros vole un fruit, le développement de sa description psychologique reste suffisamment bien dosé pour que le spectateur arrive à comprendre sa décision de braver la loi quand s'engage la lutte entre le seigneur et les paysans opprimés ».

## Restauration
L’œuvre originale n'a pas survécu et le film a longtemps été considéré comme perdu mais en 2002, Keiichi Terasawa (寺澤敬一), scénariste vivant à Tokyo, découvre le film dans une collection de films en 9,5 mm et en fait don au Musée national d'Art moderne de Tokyo (dont le National Film Center fait partie alors). Après une première restauration conventionnelle, ce dernier confie la pellicule au laboratoire Haghefilm (nl) à Amsterdam où une restauration en copie digitale est faite, ce qui est une première pour le National Film Center. La version restaurée est passée au format 35 mm à 18 images par seconde, pour une durée de 26 minutes. Cette copie est projetée lors d'un événement organisé par le National Film Center intitulé Cinema: Lost and Found 2003. Elle est également à l'affiche du programme spécial pour les 110 ans de la Shōchiku lors de la 24e édition du festival de film muet de Pordenone en 2005.